# Lavinia Frey
Lavinia Frey (* 30. September 1969 in Hamburg) ist eine deutsche Kulturmanagerin, Festivalleiterin, Regisseurin und Dramaturgin. Sie leitet das internationale literaturfestival berlin.

## Leben
Lavinia Frey wuchs in Zürich auf. Nach der Matura ging sie 1988 an die London Contemporary Dance School, wo sie ein zweijähriges Studium in zeitgenössischem Tanz absolvierte. Von 1990 bis 1996 studierte sie an den Universitäten Zürich und Bern Allgemeine Geschichte, Theaterwissenschaften und Philosophie und schloss mit einem Licentiata Philosophiae (lic. phil.) ab.
Parallel zum Studium choreographierte und tanzte Frey u. a. in der Company LOOPING von Jochen Heckmann und assistierte 1995 dem Regisseur Volker Hesse bei dessen Uraufführung des Stücks „InSekten“.
Nach dem Studium war Lavinia Frey von 1997 bis 1999 Regieassistentin am Schauspielhaus Zürich und arbeitete dort u. a. mit den Regisseuren Werner Düggelin, Hans Hollmann, Dieter Giesing und Harald Clemen zusammen.
1998 inszenierte sie ihr erstes abendfüllendes Stück „Die Steinträger“, eine Adaption von Anne Michaels’ „Fluchtstücke“. 1999 folgte die Romanadaption „Das kunstseidene Mädchen“ von Irmgard Keun am Schauspielhaus Zürich. Es folgten Engagements als Regisseurin und Choreografin am Stadttheater Bern, an der Hochschule für Musik und Theater Bern (heute Hochschule der Künste Bern), am Stadttheater Hildesheim (heute Theater für Niedersachsen), am Mecklenburgischen Staatstheater und am Maxim Gorki Theater Berlin.
2007 gründete sie gemeinsam mit der Graf & Graf Literaturagentur GmbH von der Literaturagentin Karin Graf die Kultur- und Konzeptagentur Graf & Frey und 2013 die gemeinnützige G + F Kulturarbeit gUG, wo sie jeweils als Geschäftsführende Gesellschafterin agierte. Die Graf & Frey Kultur- und Konzeptagentur war u. a. für das Programm der LIT:potsdam von 2013 bis 2016 verantwortlich.
2016 wurde Frey als Vorständin in die Stiftung Humboldt Forum im Berliner Schloss und als Geschäftsführerin der Humboldt Forum Kultur GmbH berufen. Sie baute dort gemeinsam mit den Gründungsintendanten Neil MacGregor, Hermann Parzinger und Horst Bredekamp den kulturellen Betrieb des Humboldt Forums auf. Durch die Berufung eines Generalintendanten wurde Frey Geschäftsführerin der Abteilung Programme und Projekte der Stiftung Humboldt Forum und verantwortete dort die Wechselausstellungen und das Veranstaltungsprogramm der Stiftung sowie den Bereich „Geschichte des Ortes“. 2020 kuratierte sie die Eröffnung des Humboldt Forums, die pandemiebedingt digital stattfand.
2023 wurde Frey zur Festivalleitung des internationalen literaturfestivals berlin berufen.